# Migas affinis
Migas affinis är en spindelart som beskrevs av Lucien Berland 1924. Migas affinis ingår i släktet Migas och familjen Migidae.
Artens utbredningsområde är Nya Kaledonien. Inga underarter finns listade i Catalogue of Life.